# Anadyr (řeka)
Anadyr (rusky Анадырь, čuksky Йъаайваам, Jájvám) je řeka v Čukotském autonomním okruhu v Rusku. Je dlouhá 1150 km od pramene zdrojnice Kylvygejvaam. Plocha povodí měří 191 000 km².

## Průběh toku
Pramení v centrální části Anadyrské vrchoviny. Teče na jih do nížiny, kde se obrací na zhruba východ, přičemž však ještě několikrát mění směr, když obtéká horské hřbety. Na horním toku teče úzkou dolinou, zatímco na středním a dolním má charakter rovinné řeky. Dolina řeky v některých částech toku není dotvořena a řeka se rozlévá na ramena. Ústí do zálivu Oněmen, jenž je částí Anadyrského zálivu Beringova moře. V ústí dosahuje šířky 6 až 7 km.

### Přítoky
- zprava – Jablon, Jeropol, Majn
- zleva – Činejveem, Belaja, Taňurer

## Vodní režim
Zdrojem vody jsou sněhové a dešťové srážky. Průměrný roční průtok vody ve vzdálenosti 254 km od ústí z povodí o rozloze 106 000 km² činí přibližně 1000 m³/s. Zamrzá v polovině až na konci října, přičemž na horním toku se led objevuje už v září. Rozmrzá na konci května až na začátku června.

## Využití
Vodní doprava pro lodě s nízkým ponorem je možná do vesnice Markove, při vysokém stavu vody i o něco výše. Na dolním toku je rozvinuté rybářství. V povodí řeky se nacházejí naleziště uhlí.

## Historie
V roce 1648 dosáhl ústí řeky kozácký objevitel Semjon Děžňov a přezimoval u něj. V 18. století řeku navštívil a popsal Dmitrij Laptěv.